# Plesioneuron
Plesioneuron, rod papratnjača iz porodice Thelypteridaceae, dio reda osladolike. Rasprostranjen je po Maleziji i Pacifiku, do Tahitija. Na popisu je 60 vrsta
Rod je opisan 1975.

## Vrste
1. Plesioneuron altum (Brause) Holttum
2. Plesioneuron angiense Holttum
3. Plesioneuron angusticaudatum (Holttum) S. E. Fawc. & A. R. Sm.
4. Plesioneuron archboldiae (Copel.) Holttum
5. Plesioneuron attenuatum (Brack.) Holttum
6. Plesioneuron belense (Copel.) Holttum
7. Plesioneuron bipinnatum (Copel.) Holttum
8. Plesioneuron caudatum (Holttum) S. E. Fawc. & A. R. Sm.
9. Plesioneuron costulisorum (Copel.) Holttum
10. Plesioneuron crassum (Copel.) Holttum
11. Plesioneuron croftii Holttum
12. Plesioneuron cystodioides Holttum
13. Plesioneuron deficiens (Holttum) S. E. Fawc. & A. R. Sm.
14. Plesioneuron doctersii Holttum
15. Plesioneuron dryas Holttum
16. Plesioneuron dryopteroideum (Brause) Holttum
17. Plesioneuron excisum (Holttum) S. E. Fawc. & A. R. Sm.
18. Plesioneuron falcatipinnulum (Copel.) Holttum
19. Plesioneuron finisterrae (Brause) S. E. Fawc. & A. R. Sm.
20. Plesioneuron fuchsii Holttum
21. Plesioneuron fulgens (Brause) Holttum
22. Plesioneuron hopeanum (Baker) Holttum
23. Plesioneuron imbricatum (Holttum) S. E. Fawc. & A. R. Sm.
24. Plesioneuron keysserianum (Rosenst.) S. E. Fawc. & A. R. Sm.
25. Plesioneuron kostermansii Holttum
26. Plesioneuron kundipense Holttum
27. Plesioneuron ligulatum (J. Sm. ex C. Presl) S. E. Fawc. & A. R. Sm.
28. Plesioneuron marquesicum Holttum
29. Plesioneuron medlerae (W. N. Takeuchi) S. E. Fawc. & A. R. Sm.
30. Plesioneuron medusella Holttum
31. Plesioneuron mingendense (Gilli) S. E. Fawc. & A. R. Sm.
32. Plesioneuron murkelense M. Kato
33. Plesioneuron myriosorum (Copel.) Holttum
34. Plesioneuron notabile (Brause) Holttum
35. Plesioneuron obliquum (Holttum) S. E. Fawc. & A. R. Sm.
36. Plesioneuron ophiura (Copel.) Holttum
37. Plesioneuron phanerophlebium (Baker) Holttum
38. Plesioneuron platylobum Holttum
39. Plesioneuron ponapeanum (Hosok.) Holttum
40. Plesioneuron prenticei (Carruth.) Holttum
41. Plesioneuron pullei Holttum
42. Plesioneuron quadriquetrum (Alderw.) Holttum
43. Plesioneuron regis (Copel.) S. E. Fawc. & A. R. Sm.
44. Plesioneuron rigidilobum Holttum
45. Plesioneuron royenii Holttum
46. Plesioneuron sandsii Holttum
47. Plesioneuron savaiense (Baker) Holttum
48. Plesioneuron saxicola M. Kato
49. Plesioneuron septempedale (Alston) Holttum
50. Plesioneuron stenura Holttum
51. Plesioneuron subglabrum Holttum
52. Plesioneuron subterminale Holttum
53. Plesioneuron tahitense Holttum
54. Plesioneuron translucens Holttum
55. Plesioneuron tuberculatum (Ces.) Holttum
56. Plesioneuron varievestitum (C. Chr.) Holttum
57. Plesioneuron walkeri (Holttum) S. E. Fawc. & A. R. Sm.
58. Plesioneuron wantotense (Copel.) Holttum
59. Plesioneuron wariense (Copel.) Holttum
60. Plesioneuron woodlarkense (Copel.) Holttum